# Share Pedersen

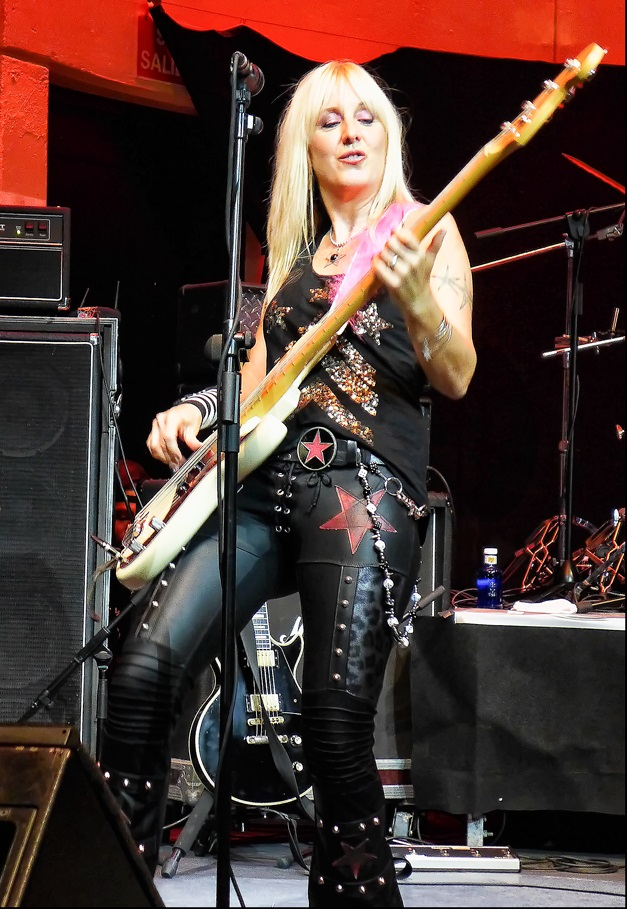
Share Ross (2014)

Sharon ”Share” June Ross, född Howe 21 mars 1963 i Glencoe, Minnesota, är en amerikansk basist, främst känd under artistnamnet Share Pedersen och som basist i hårdrocksbandet Vixen 1987-1991, 2004 och 2012-idag.
Ross växte upp i en musikalisk familj och hon skolades i piano. Hon provade på att spela gitarr innan hon gick över till bas. Hennes största förebild var Jaco Pastorius, basist i jazz fusion-bandet Weather Report. Hon studerade vid Berklee College of Music i Boston. Efter att under första halvan av 1980-talet ha spelat i ett antal band gick Ross med i hårdrocksbandet Vixen 1987 och ersatte Pia Maiocco som basist. Hon var en del av bandet fram till splittringen 1991. Hon var samtidigt lärare i bas vid Bass Institute of Technology (1987-1990). Efter splittringen inledde Ross och Janet Gardner ett samarbete med skivbolaget Geffen Records, men det blev inget av det. Därefter blev Ross basist i supergruppen Contraband, som gav ut ett självbetitlat album 1991. Det blev dock ingen succé och gruppen splittrades kort efter skivsläppet.
Sedan 1990-talet har Ross spelat i bandet Bubble tillsammans med sin make Bam Ross, som spelade i det engelska rockbandet The Dogs D'Amour. Hon har även turnerat med det sistnämnda bandet. Hon erbjöds att återförenas med de övriga medlemmarna av Vixens klassiska banduppsättning 1997, men tackade nej.